# Ударная гипотеза позднего дриаса
Ударная гипотеза позднего Дриаса или Ударная гипотеза молодого Дриаса или гипотеза кометы Кловиса утверждает, что осколки большого (более 4 километров в диаметре) распадающегося астероида или кометы упали на Северную и Южную Америку, Европу и Западную Азию примерно 11 700 — 12 800 лет назад. Множественные воздушные взрывы и удары произвели пограничный слой (YDB) молодого Дриаса (YD), осаждая пиковые концентрации платины, высокотемпературных сферул, остеклованного песка и наноалмазов, образуя изохронные данные в более чем 50 местах на протяжении примерно 50 миллионов квадратных километров земной поверхности. Некоторые ученые предполагают, что это событие спровоцировало обширное сжигание биомассы, ударную зиму и резкое изменение климата позднего Дриаса, что спообствовало вымиранию позднеплейстоценовой мегафауны и привело к концу культуры Кловис.

### Статьи
- Vance T. Holliday and David J. Meltzer. The 12.9-ka ET Impact Hypothesis and North American Paleoindians (англ.) // Current Anthropology. — The University of Chicago Press, 2010. — Vol. 51, iss. 5. — P. 575-607. — doi:10.1086/656015.
- Pringle H (2008). Firestorm from space wiped out prehistoric Americans. New Scientist. 194 (2605): 8–9. doi:10.1016/S0262-4079(07)61277-9.
- West A, Goodyear A (2008). The Clovis Comet: Part I:Evidence for a Cosmic Collision 12,900 Years Ago (PDF). Mammoth Trumpet. 23 (1): 1–4. Архивировано (PDF) 28 октября 2008.